# 발렌틴 바르코
발렌틴 바르코 (Valentín Barco, 2004년 7월 23일 ~ )는 아르헨티나의 축구 선수이며, 프랑스 리그 1의 스트라스부르에서 뛰고 있다. 포지션은 레프트 백이다.